# オトシンクルス
オトシンクルス （Otocinclus） は、ナマズ目ロリカリア科ヒポプトポマ亜科に分類される魚の総称。

## 概要
全長は3cmから10cm程度の小型。瞳孔の形が変化する種と、丸いままの種が存在する。アマゾン川を中心に南米の河川に広く分布している。商業的にオトシンクルスと言う場合はOtocinclus vittatusおよびその近縁種を指す事が多い。他のオトシンクルスと区別するため『並オトシン』とも呼ばれる。
ヒソノトゥス属、模様のバリエーションの豊富なパロトシンクルス属、より小型になるナノプトポマ属などが存在する。これらの複数の属にまたがった魚がオトシンクルスの仲間として認識されている。アクアリウムにおいては水槽内のコケを取るためのタンクメイトとして利用される。性格は非常に温和。ただし、食性
の項で述べているように飼育はそれほど簡単ではない。

## 食性
やや草食性の強い雑食で、吸盤状の口で流木やガラス面に生えた藻類を削る様に食べるのが特徴。アクアリウムでは水草を多用したレイアウト水槽の発達とともにポピュラーになり、主に水槽内に発生した藻の駆除の為に購入される。しかし、水槽内の藻や苔がなくなった場合オトシンクルス用の餌を食べてくれないことがあるため餌付けに時間がかかり、餓死してしまうことも少なくない。なので初心者向けではない。なお、アマゾンソードなど一部の水草は食べることもある。

## 種類

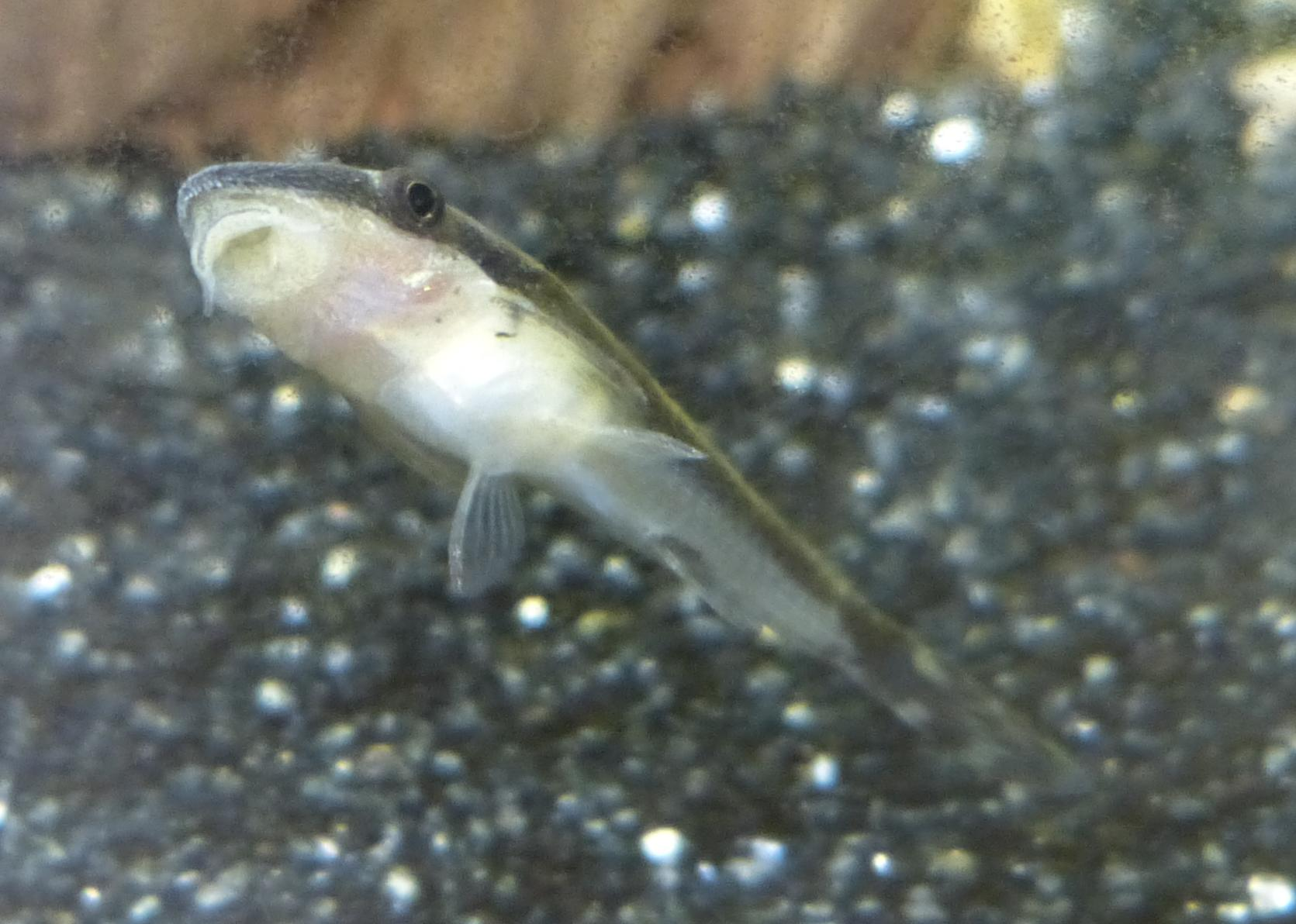
ガラス面に張り付くオトシンクルス

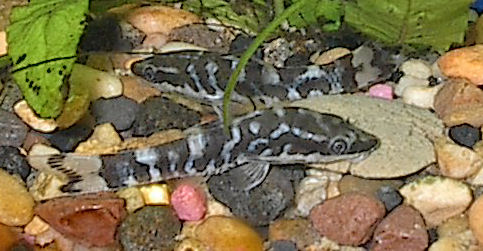
ゼブラオトシンクルス

オトシンクルス (Otocinclus vittatus)
体長4cm 。褐色の背部に斑点のような模様が入り、体の側面に黒い線が入る。Otocinclus vestitusやOtocinclus affinisなどの似た種類もアクアリウムにおいては本種とほとんど区別されることなく扱われている。
ゼブラオトシンクルス　(Otocinclus cocama)
体長5cm 。オトシンクルスに似るが、体に黒い横縞模様が入ることからこの名で呼ばれている。最近になって知られるようになり、体色の美しさから人気の高い種類。
オトシンクルス・ネグロ　(Hisonotus leucofrenatus)
体長4cm 。全身が茶褐色をしており、わずかに斑点のような模様がある。並オトシンよりも強健でコケを取る能力が高いとされている。並オトシンと並び、オトシンクルスの仲間としては比較的ポピュラーに見ることが出来るものの、並オトシンより値段は高価。また、繁殖も他種より容易である。
パロトシンクルス・マクリコウダ (Parotocinclus maculicauda)
体長7cm 。褐色の斑点が全身に入り、ヒレの縁が赤くなる比較的派手な模様をしたオトシンクルスの一種。

## 分類
- ヒポプトポマ族 Hypoptopomatini
  - アケストリディウム属 Acestridium
  - ヒポプトポマ属  Hypoptopoma
  - ナノプトポマ属  Nannoptopoma
  - ニオビクティス属  Niobichthys
  - オトシンクルス属  Otocinclus
  - オキシロプシス属  Oxyropsis
- オトティリス族 Otothyrini
  - コルンバタイア属  Corumbataia
  - エパクティオノトゥス属  Epactionotus
  - アエリケイリクティス属  Eurycheilichthys
  - ヒソノトゥス属  Hisonotus
  - ミクロレピドガスター属  Microlepidogaster
  - オトシリス属  Otothyris
  - オトシロプシス属  Otothyropsis
  - パロトシンクルス属  Parotocinclus
  - シュードオトシンクルス属  Pseudotocinclus
  - シュードオトシリス属  Pseudotothyris
  - スキゾレシス属  Schizolecis
- ランピエラ族　Lampiellini 
  - ランピエラ属　Lampiella